# Ведулень
Ведулень (рум. Văduleni) — село в складі муніципію Кишинів в Молдові. Входить до складу сектора Чокана та до складу комуни, адміністративним центром якої є село Будешть.